# Deutscher Sportclub Arminia Bielefeld 2014-2015
Questa voce raccoglie le informazioni riguardanti il Deutscher Sportclub Arminia Bielefeld nelle competizioni ufficiali della stagione 2014-2015.

## Stagione
Nella stagione 2014-2015 l'Arminia Bielefeld, allenato da Norbert Meier, concluse il campionato di 3. Liga al 1º posto e fu promosso in 2. Bundesliga. In Coppa di Germania l'Arminia Bielefeld fu eliminato in semifinale dal Wolfsburg.

## Rosa
| N. |                     | Ruolo | Calciatore         |
| -- | ------------------- | ----- | ------------------ |
| 1  | Germania (bandiera) | P     | Alexander Schwolow |
| 5  | Francia (bandiera)  | C     | David Ulm          |
| 6  | Germania (bandiera) | C     | Tom Schütz         |
| 7  | Germania (bandiera) | C     | Marc Lorenz        |
| 8  | Germania (bandiera) | C     | Daniel Brinkmann   |
| 9  | Germania (bandiera) | A     | Fabian Klos        |
| 10 | Germania (bandiera) | A     | Pascal Testroet    |
| 11 | Germania (bandiera) | D     | Stephan Salger     |
| 13 | Germania (bandiera) | D     | Julian Börner      |
| 14 | Germania (bandiera) | D     | Manuel Hornig      |
| 15 | Germania (bandiera) | D     | Jerome Propheter   |
| 16 | Germania (bandiera) | A     | Dennis Mast        |
| 17 | Germania (bandiera) | A     | Christoph Hemlein  |
| 19 | Germania (bandiera) | D     | Felix Burmeister   |
| 20 | Germania (bandiera) | C     | Manuel Junglas     |

| N. |                        | Ruolo | Calciatore             |
| -- | ---------------------- | ----- | ---------------------- |
| 22 | Kosovo (bandiera)      | C     | Bashkim Ajdini         |
| 23 | Germania (bandiera)    | D     | Florian Dick           |
| 24 | Germania (bandiera)    | C     | Peer Kluge             |
| 25 | Germania (bandiera)    | P     | Michael Gurski         |
| 27 | Germania (bandiera)    | D     | Sebastian Schuppan     |
| 28 | Paesi Bassi (bandiera) | A     | Koen van der Biezen    |
| 29 | Germania (bandiera)    | D     | Jonas Strifler         |
| 30 | Germania (bandiera)    | A     | Sebastian Hille        |
| 32 | Germania (bandiera)    | P     | Jarno Peters           |
| 34 | Germania (bandiera)    | C     | Jannis Wehmeier        |
| 35 | Germania (bandiera)    | P     | Christopher Balkenhoff |
| 36 | Germania (bandiera)    | C     | Marco Hober            |
| 37 | Germania (bandiera)    | C     | Christian Müller       |
| 38 | Germania (bandiera)    | P     | Kennet Kostmann        |
| 39 | Germania (bandiera)    | A     | Cihan Bolat            |

## Organigramma societario
Area tecnica
- Allenatore: Norbert Meier
- Allenatore in seconda: Efthimios Kompodietas, Uwe Speidel
- Preparatore dei portieri: Marco Kostmann
- Preparatori atletici:

## Calciomercato

### Sessione estiva
| Acquisti | Acquisti           | Acquisti              | Acquisti |
| R.       | Nome               | da                    | Modalità |
| -------- | ------------------ | --------------------- | -------- |
| C        | David Ulm          | Sconosciuta           |          |
| A        | Dennis Mast        | Karlsruhe             |          |
| A        | Cihan Bolat        | Rödinghausen          |          |
| D        | Julian Börner      | Energie Cottbus       |          |
| C        | Daniel Brinkmann   | Energie Cottbus       |          |
| D        | Florian Dick       | Kaiserslautern        |          |
| A        | Christoph Hemlein  | N.E.C.                |          |
| C        | Marco Hober        | Arminia Bielefeld U19 |          |
| C        | Peer Kluge         | Hertha Berlino        |          |
| P        | Kennet Kostmann    | Arminia Bielefeld U19 |          |
| C        | Stefan Langemann   | Wiedenbrück           |          |
| D        | Jerome Propheter   | Rot-Weiss Essen       |          |
| D        | Sebastian Schuppan | Dinamo Dresda         |          |
| P        | Alexander Schwolow | Friburgo              |          |
| A        | Pascal Testroet    | Osnabrück             |          |
| C        | Jannis Wehmeier    | Arminia Bielefeld U19 |          |
| A        | Max Wilschrey      | Arminia Bielefeld U19 |          |

| Cessioni | Cessioni          | Cessioni             | Cessioni |
| R.       | Nome              | a                    | Modalità |
| -------- | ----------------- | -------------------- | -------- |
| D        | Patrick Mainka    | Werder Brema II      |          |
| A        | Anass Achahbar    | Feyenoord            |          |
| D        | Marcel Appiah     | N.E.C.               |          |
| D        | Arne Feick        | Aalen                |          |
| C        | Jan Fießer        | Saarbrücken          |          |
| D        | Thomas Hübener    | Energie Cottbus      |          |
| C        | Tim Jerat         | Alemannia Aquisgrana |          |
| C        | Khalil Kleit      | Arminia Bielefeld II |          |
| P        | Stefan Ortega     | Monaco 1860          |          |
| A        | Kacper Przybyłko  | Greuther Fürth       |          |
| A        | Johannes Rahn     | Fortuna Colonia      |          |
| C        | Philipp Riese     | Heidenheim           |          |
| A        | Ben Sahar         | Hertha Berlino       |          |
| D        | Vujadin Savić     | Bordeaux             |          |
| C        | Pascal Schmidt    | Arminia Bielefeld II |          |
| C        | Patrick Schönfeld | Erzgebirge Aue       |          |
| D        | Jonas Strifler    | Arminia Bielefeld II |          |

### Sessione invernale
| Acquisti | Acquisti            | Acquisti  | Acquisti |
| R.       | Nome                | da        | Modalità |
| -------- | ------------------- | --------- | -------- |
| A        | Koen van der Biezen | Karlsruhe |          |
| C        | Manuel Junglas      | Aalen     |          |

| Cessioni | Cessioni         | Cessioni     | Cessioni |
| R.       | Nome             | a            | Modalità |
| -------- | ---------------- | ------------ | -------- |
| C        | Stefan Langemann | Rödinghausen |          |
| A        | Max Wilschrey    | Wiedenbrück  |          |

## Risultati

### 3. Liga

#### Girone di andata
| Arbitro: | Cortus |

|             |           |                      |
| Bouziane 7’ | Marcatori | 38’ Klos 90’ Hemlein |

| Arbitro: | Alt |

|             |           |                                                         |
| Hemlein 26’ | Marcatori | 42’ Pfeffer 60’ (aut.) Börner 66’ Franke 82’, 85’ Osawe |

| Chemnitz 5 agosto 2014, ore 19:00 CEST 3ª giornata | Chemnitz | 0 – 0 referto | Arminia Bielefeld | Stadion an der Gellertstraße (6 834 spett.)\| Arbitro: \| Schröder \| |
| Arbitro:                                           | Schröder |               |                   |                                                                       |

| Arbitro: | Sippel |

|              |           |                     |
| Testroet 43’ | Marcatori | 23’, 33’ Il'jučenko |

| Arbitro: | Kempter |

|                   |           |  |
| Mast 13’ Klos 27’ | Marcatori |  |

| Arbitro: | Aarnink |

|             |           |            |
| Onuegbu 25’ | Marcatori | 38’ Börner |

| Arbitro: | Meyer |

|                                 |           |                                 |
| Müller 45’, 47’, 79’ Börner 50’ | Marcatori | 22’ (rig.) Marchese 63’ Soriano |

| Arbitro: | Reichel |

|                |           |                                |
| Voglsammer 26’ | Marcatori | 21’ Schütz 41’ Müller 58’ Klos |

| Arbitro: | Dittrich |

|                                  |           |  |
| Klos 16’ Müller 36’ Testroet 84’ | Marcatori |  |

| Arbitro: | Osmers |

|                                                                  |           |                       |
| Ruprecht 26’ (rig.), 28’ (rig.) Schuppan 66’ (aut.) Weidlich 85’ | Marcatori | 71’ Klos 77’ Testroet |

| Arbitro: | Jöllenbeck |

|                               |           |  |
| Klos 33’ (rig.), 79’ Mast 55’ | Marcatori |  |

| Arbitro: | Ittrich |

|            |           |            |
| Michel 76’ | Marcatori | 61’ Börner |

| Arbitro: | Rohde |

|                                        |           |            |
| Hemlein 8’ Ulm 22’ Schütz 36’ Klos 76’ | Marcatori | 12’ Eilers |

| Arbitro: | Stegemann |

|                                            |           |              |
| Bischoff 64’ (rig.) Krohne 80’ Piossek 83’ | Marcatori | 40’ Schuppan |

| Arbitro: | Gerach |

|                                |           |  |
| Müller 3’ Hemlein 10’ Mast 87’ | Marcatori |  |

| Arbitro: | Willenborg |

|            |           |  |
| Heider 36’ | Marcatori |  |

| Arbitro: | Aytekin |

|          |           |               |
| Mast 68’ | Marcatori | 76’ Benyamina |

| Arbitro: | Schröder |

|  |           |             |
|  | Marcatori | 38’ Hemlein |

| Arbitro: | Bokop |

|                      |           |  |
| Klos 9’ Schuppan 81’ | Marcatori |  |

#### Girone di ritorno
| Arbitro: | Kempkes |

|                           |           |  |
| Schütz 13’ Ulm 65’ (rig.) | Marcatori |  |

| Arbitro: | Schmidt |

|  |           |                         |
|  | Marcatori | 4’, 11’ Klos 84’ Müller |

| Arbitro: | Günsch |

|                     |           |  |
| Klos 4’ Hemlein 51’ | Marcatori |  |

| Arbitro: | Fritz |

|  |           |                                    |
|  | Marcatori | 9’ Müller 12’, 16’ Klos 51’ Lorenz |

| Arbitro: | Göpferich |

|                                   |           |  |
| Glockner 28’ Dahmani 52’ Rahn 79’ | Marcatori |  |

| Arbitro: | Hartmann |

|                                   |           |                 |
| Ulm 43’ (rig.) Klos 49’, 76’, 79’ | Marcatori | 27’, 39’ Janjić |

| Arbitro: | Dingert |

|  |           |                     |
|  | Marcatori | 62’ Schütz 82’ Dick |

| Arbitro: | Heft |

|                                                        |           |  |
| Klos 6’ Ulm 14’ (rig.) Schuppan 42’ van der Biezen 86’ | Marcatori |  |

| Arbitro: | Schlager |

|               |           |          |
| Iōannidīs 37’ | Marcatori | 20’ Klos |

| Arbitro: | Steinhaus-Webb |

|                                    |           |                                |
| Schütz 45’ Hemlein 53’ Junglas 88’ | Marcatori | 45’ Savran 70’ (rig.) Ruprecht |

| Arbitro: | Huber |

|                              |           |  |
| Wanitzek 14’ Kiesewetter 41’ | Marcatori |  |

| Arbitro: | Petersen |

|                                  |           |  |
| Schuppan 36’ Mast 41’ Müller 81’ | Marcatori |  |

| Arbitro: | Osmers |

|                          |           |  |
| Teixeira 35’ (rig.), 83’ | Marcatori |  |

| Arbitro: | Meyer |

|                        |           |             |
| Junglas 49’ Börner 65’ | Marcatori | 41’ Piossek |

| Arbitro: | Heft |

|  |           |                                   |
|  | Marcatori | 11’, 64’ Ulm 55’ Klos 57’ Hemlein |

| Arbitro: | Stegemann |

|                         |           |                              |
| Ulm 10’ (rig.) Klos 31’ | Marcatori | 3’ Siedschlag 90’ Breitkreuz |

| Arbitro: | Schröder |

|            |           |          |
| Blacha 29’ | Marcatori | 26’ Klos |

| Arbitro: | Osmers |

|                       |           |                        |
| Klos 28’ Testroet 86’ | Marcatori | 77’ Königs 79’ Güntner |

| Arbitro: | Sather |

|  |           |            |
|  | Marcatori | 76’ Müller |

### Coppa di Germania
| Arbitro: | Dietz |

|                                           |           |            |
| Schuppan 42’ Klos 57’ Dick 60’ Müller 64’ | Marcatori | 76’ Kübler |

| Arbitro: | Hartmann |

|                                  |                      |                               |
| Klos Salger Ulm Brinkmann Lorenz | Tiri di rigore 4 – 2 | Ronny Hegeler Schieber Wagner |

| Arbitro: | Dankert |

|                               |           |           |
| Junglas 32’, 84’ Schuppan 57’ | Marcatori | 76’ Fritz |

| Arbitro: | Stark |

|                                           |                      |                                             |
| Junglas 26’                               | Marcatori            | 32’ (rig.) Kruse                            |
| Klos Dick Ulm Brinkmann Lorenz Burmeister | Tiri di rigore 5 – 4 | Raffael Johnson Xhaka Brouwers Kruse Traoré |

| Arbitro: | Welz |

|  |           |                                        |
|  | Marcatori | 8’, 55’ Arnold 32’ Gustavo 51’ Perišić |

## Statistiche

### Statistiche di squadra
| Competizione      | Punti | In casa | In casa | In casa | In casa | In casa | In casa | In trasferta | In trasferta | In trasferta | In trasferta | In trasferta | In trasferta | Totale | Totale | Totale | Totale | Totale | Totale | DR  |
| Competizione      | Punti | G       | V       | N       | P       | Gf      | Gs      | G            | V            | N            | P            | Gf           | Gs           | G      | V      | N      | P      | Gf     | Gs     | DR  |
| ----------------- | ----- | ------- | ------- | ------- | ------- | ------- | ------- | ------------ | ------------ | ------------ | ------------ | ------------ | ------------ | ------ | ------ | ------ | ------ | ------ | ------ | --- |
| 3. Liga           | 74    | 19      | 14      | 3       | 2       | 48      | 20      | 19           | 8            | 5            | 6            | 27           | 21           | 38     | 22     | 8      | 8      | 75     | 41     | +34 |
| Coppa di Germania | -     | 5       | 2       | 2       | 1       | 8       | 7       | 0            | 0            | 0            | 0            | 0            | 0            | 5      | 2      | 2      | 1      | 8      | 7      | +1  |
| Totale            | 74    | 24      | 16      | 5       | 3       | 56      | 27      | 19           | 8            | 5            | 6            | 27           | 21           | 43     | 24     | 10     | 9      | 83     | 48     | +35 |

### Andamento in campionato
| Giornata  | 1 | 2  | 3  | 4  | 5  | 6  | 7 | 8 | 9 | 10 | 11 | 12 | 13 | 14 | 15 | 16 | 17 | 18 | 19 | 20 | 21 | 22 | 23 | 24 | 25 | 26 | 27 | 28 | 29 | 30 | 31 | 32 | 33 | 34 | 35 | 36 | 37 | 38 |
| --------- | - | -- | -- | -- | -- | -- | - | - | - | -- | -- | -- | -- | -- | -- | -- | -- | -- | -- | -- | -- | -- | -- | -- | -- | -- | -- | -- | -- | -- | -- | -- | -- | -- | -- | -- | -- | -- |
| Luogo     | T | C  | T  | C  | C  | T  | C | T | C | T  | C  | T  | C  | T  | C  | T  | C  | T  | C  | C  | T  | C  | T  | T  | C  | T  | C  | T  | C  | T  | C  | T  | C  | T  | C  | T  | C  | T  |
| Risultato | V | P  | N  | P  | V  | N  | V | V | V | P  | V  | N  | V  | P  | V  | P  | N  | V  | V  | V  | V  | V  | V  | P  | V  | V  | V  | N  | V  | P  | V  | P  | V  | V  | N  | N  | N  | V  |
| Posizione | 5 | 12 | 14 | 17 | 10 | 12 | 6 | 5 | 3 | 6  | 4  | 6  | 3  | 4  | 1  | 4  | 3  | 2  | 1  | 1  | 1  | 1  | 1  | 1  | 1  | 1  | 1  | 1  | 1  | 1  | 1  | 1  | 1  | 1  | 1  | 1  | 1  | 1  |

Legenda:

Luogo: C = Casa; T = Trasferta. Risultato: V = Vittoria; N = Pareggio; P = Sconfitta.

### Statistiche dei giocatori
!! colspan="4" | Totale

| Giocatore         | 3. Liga  | 3. Liga | 3. Liga     | 3. Liga    | Coppa di Germania B. Ajdini | Coppa di Germania B. Ajdini | Coppa di Germania B. Ajdini | Coppa di Germania B. Ajdini | 7        | 0    | 0           | 0          | 1 | 0 | 0 | 0 | 8 | 0 | 0 | 0 |
| Giocatore         | Presenze | Reti    | Ammonizioni | Espulsioni | Presenze                    | Reti                        | Ammonizioni                 | Espulsioni                  | Presenze | Reti | Ammonizioni | Espulsioni |   |   |   |   |   |   |   |   |
| C. Balkenhoff     | 0        | 0       | 0           | 0          | 0                           | 0                           | 0                           | 0                           | 0        | 0    | 0           | 0          |   |   |   |   |   |   |   |   |
| C. Bolat          | 2        | 0       | 0           | 0          | 0                           | 0                           | 0                           | 0                           | 2        | 0    | 0           | 0          |   |   |   |   |   |   |   |   |
| D. Brinkmann      | 27       | 0       | 6           | 0          | 3                           | 0                           | 1                           | 0                           | 30       | 0    | 7           | 0          |   |   |   |   |   |   |   |   |
| F. Burmeister     | 24       | 0       | 5           | 1          | 3                           | 0                           | 1                           | 0                           | 27       | 0    | 6           | 1          |   |   |   |   |   |   |   |   |
| J. Börner         | 25       | 4       | 5           | 1          | 4                           | 0                           | 1                           | 0                           | 29       | 4    | 6           | 1          |   |   |   |   |   |   |   |   |
| F. Dick           | 38       | 1       | 4           | 0          | 5                           | 1                           | 0                           | 0                           | 43       | 2    | 4           | 0          |   |   |   |   |   |   |   |   |
| M. Gurski         | 0        | 0       | 0           | 0          | 0                           | 0                           | 0                           | 0                           | 0        | 0    | 0           | 0          |   |   |   |   |   |   |   |   |
| C. Hemlein        | 37       | 8       | 4           | 0          | 5                           | 0                           | 0                           | 0                           | 42       | 8    | 4           | 0          |   |   |   |   |   |   |   |   |
| S. Hille          | 7        | 0       | 0           | 0          | 0                           | 0                           | 0                           | 0                           | 7        | 0    | 0           | 0          |   |   |   |   |   |   |   |   |
| M. Hober          | 1        | 0       | 0           | 0          | 0                           | 0                           | 0                           | 0                           | 1        | 0    | 0           | 0          |   |   |   |   |   |   |   |   |
| M. Hornig         | 3        | 0       | 0           | 0          | 1                           | 0                           | 0                           | 0                           | 4        | 0    | 0           | 0          |   |   |   |   |   |   |   |   |
| M. Junglas        | 16       | 2       | 3           | 0          | 3                           | 3                           | 1                           | 0                           | 19       | 5    | 4           | 0          |   |   |   |   |   |   |   |   |
| F. Klos           | 35       | 23      | 6           | 1          | 5                           | 1                           | 1                           | 0                           | 40       | 24   | 7           | 1          |   |   |   |   |   |   |   |   |
| P. Kluge          | 8        | 0       | 2           | 1          | 2                           | 0                           | 1                           | 0                           | 10       | 0    | 3           | 1          |   |   |   |   |   |   |   |   |
| K. Kostmann       | 0        | 0       | 0           | 0          | 0                           | 0                           | 0                           | 0                           | 0        | 0    | 0           | 0          |   |   |   |   |   |   |   |   |
| S. Langemann      | 0        | 0       | 0           | 0          | 0                           | 0                           | 0                           | 0                           | 0        | 0    | 0           | 0          |   |   |   |   |   |   |   |   |
| M. Lorenz         | 16       | 1       | 1           | 0          | 3                           | 0                           | 0                           | 0                           | 19       | 1    | 1           | 0          |   |   |   |   |   |   |   |   |
| D. Mast           | 35       | 5       | 5           | 0          | 5                           | 0                           | 0                           | 0                           | 40       | 5    | 5           | 0          |   |   |   |   |   |   |   |   |
| C. Müller         | 27       | 10      | 5           | 1          | 4                           | 1                           | 0                           | 0                           | 31       | 11   | 5           | 1          |   |   |   |   |   |   |   |   |
| J. Peters         | 1        | 0       | 0           | 0          | 0                           | 0                           | 0                           | 0                           | 1        | 0    | 0           | 0          |   |   |   |   |   |   |   |   |
| J. Propheter      | 2        | 0       | 0           | 0          | 0                           | 0                           | 0                           | 0                           | 2        | 0    | 0           | 0          |   |   |   |   |   |   |   |   |
| S. Salger         | 37       | 0       | 5           | 0          | 5                           | 0                           | 0                           | 0                           | 42       | 0    | 5           | 0          |   |   |   |   |   |   |   |   |
| P. Schmidt        | 0        | 0       | 0           | 0          | 0                           | 0                           | 0                           | 0                           | 0        | 0    | 0           | 0          |   |   |   |   |   |   |   |   |
| S. Schuppan       | 35       | 4       | 9           | 0          | 5                           | 2                           | 1                           | 0                           | 40       | 6    | 10          | 0          |   |   |   |   |   |   |   |   |
| A. Schwolow       | 37       | 0       | 2           | 0          | 5                           | 0                           | 0                           | 0                           | 42       | 0    | 2           | 0          |   |   |   |   |   |   |   |   |
| T. Schütz         | 31       | 5       | 5           | 0          | 4                           | 0                           | 1                           | 0                           | 35       | 5    | 6           | 0          |   |   |   |   |   |   |   |   |
| J. Strifler       | 12       | 0       | 1           | 0          | 1                           | 0                           | 0                           | 0                           | 13       | 0    | 1           | 0          |   |   |   |   |   |   |   |   |
| P. Testroet       | 19       | 4       | 1           | 0          | 1                           | 0                           | 0                           | 0                           | 20       | 4    | 1           | 0          |   |   |   |   |   |   |   |   |
| D. Ulm            | 31       | 7       | 4           | 0          | 4                           | 0                           | 1                           | 0                           | 35       | 7    | 5           | 0          |   |   |   |   |   |   |   |   |
| J. Wehmeier       | 0        | 0       | 0           | 0          | 0                           | 0                           | 0                           | 0                           | 0        | 0    | 0           | 0          |   |   |   |   |   |   |   |   |
| K. van der Biezen | 12       | 1       | 0           | 0          | 1                           | 0                           | 0                           | 0                           | 13       | 1    | 0           | 0          |   |   |   |   |   |   |   |   |